# Nassau-Saarbrücken

Wapen van Nassau-Saarbrücken sinds 1381

Nassau-Saarbrücken was een tot de Boven-Rijnse Kreits behorend graafschap binnen het Heilige Roomse Rijk. De kern bestond uit het graafschap Saarbrücken dat in 1381 in bezit was gekomen van de graven van Nassau uit de Walramse Linie van het Huis Nassau. De omvang van Nassau-Saarbrücken wisselde in de loop der tijd door (ver)koop, ruil, erfenis en verdeling van bezittingen. In 1791 vielen Franse revolutionaire troepen Nassau-Saarbrücken binnen. In 1793 vluchtte de laatste heerser en ging in ballingschap. Bij de Vrede van Lunéville (1801) werd Nassau-Saarbrücken door het Heilige Roomse Rijk aan Frankrijk afgestaan en hield het op te bestaan.

## Ontstaan
In 1353 huwde Johanna van Saarbrücken, het enige kind van graaf Johan II van Saarbrücken, met graaf Johan I van Nassau-Weilburg. De uit dit huwelijk geboren zoon, Filips I van Nassau-Weilburg, erfde in oktober 1381 het graafschap Saarbrücken met Commercy en Morley, en verenigde dat met het graafschap Nassau-Weilburg, dat hij reeds sinds 1371 bezat. Filips wist gedurende zijn regering zijn bezittingen verder uit te breiden, zo erfde hij in 1393 de heerlijkheden Kirchheim, Bolanden, Stauf (Eisenberg), Dannenfels, Frankenstein, de helft van negen dorpen bij Worms en een deel van de ambten Jugenheim in Rheinhessen en Wöllstein. Later volgden de verwerving van ¼ van Löhnberg in 1404, Neuweilnau in 1405, Altelkerhausen in pand in 1421, de heerlijkheid Bingenheim met Reichelsheim in 1423, ¼ van Kasteel Hasselbach in 1427, en verder delen van Homburg, Cleeberg, en Mensfelden.

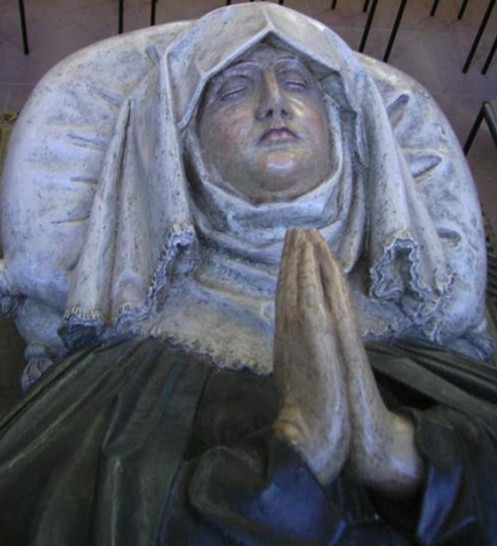
Isabella van Lotharingen

Filips tweede echtgenote, Isabella van Lotharingen, werd na zijn overlijden regentes voor hun nog minderjarige zoons. Isabella slaagde erin, om in deels turbulente tijden, de graafschappen Nassau-Weilburg en Saarbrücken samen te houden en om geschillen met de omliggende gebieden te voorkomen. Onder haar regentschap ontwikkelde de stad Saarbrücken zich tot de residentie met het grafelijke kasteel op de steil naar de Saar aflopende rots als het centrale punt. Tot die tijd bestond er nog geen plaatsgebonden centraal bestuur, de landsheren bereisden integendeel onophoudelijk hun vaak verspreid liggende bezittingen om de aanspraak op de heerschappij door hun aanwezigheid te onderbouwen (reisheerschappij). 
Isabella's zoons, Filips II en Johan II, werden in 1438 respectievelijk 1442 meerderjarig verklaard. In dat laatste jaar gingen beide broers over tot een verdeling van hun bezittingen, Filips verkreeg de goederen rechts van de Rijn (Nassau-Weilburg), en Johan verkreeg het graafschap Saarbrücken met Commercy, Frankenstein, de dorpen bij Worms, Jugenheim in Rheinhessen, Wöllstein en Homburg.

## Graafschap Nassau-Saarbrücken 1442-1574

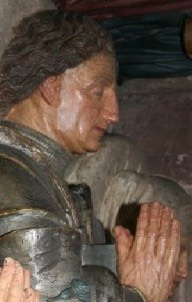
Graaf Johan II

Johan II bouwde goede relaties op met de buurlanden het hertogdom Lotharingen, het bisdom Metz en de Rijksstad Metz. Een groot probleem in die tijd was de onzekerheid van de wegen door struikrovers. Johan vernieuwde met de bisschop van Straatsburg en de graven van Bitsch en Veldenz oudere geleideverdragen.

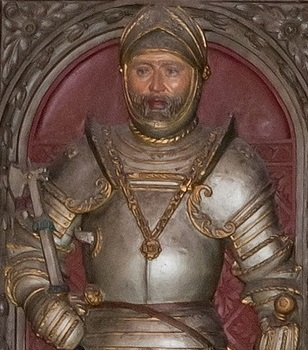
Graaf Johan Lodewijk

Wapen van de graven van Nassau, Saarbrücken en Saarwerden sinds 1527

Johan II had zich in 1450 verloofd met zijn eerste vrouw, Johanna van Loon-Heinsberg, die toen nog in de kinderleeftijd was, en een nicht van de vrouw van zijn broer was. Het huwelijk vond plaats in 1456, toen Johanna meerderjarig geworden was. Zijn vrouw was de erfdochter van Johan IV van Loon-Heinsberg en Johanna van Diest. Door het huwelijk had hij het vooruitzicht om de heerlijkheid Heinsberg en het bezit van de heren van Diest aan de Maas en de Beneden-Rijn in zijn bezit te brengen. Voordat het huwelijk plaatsvond, werd hem in 1455 de heerschappij over de bezittingen van zijn toekomstige vrouw overgedragen. Johan noemde zichzelf nu ook heer van Heinsberg, Diest en Zichem en burggraaf van Antwerpen. In 1460 verwierf Johan ook lenen in het bisdom Luik. Deze bezittingen werden bij het overlijden van Johan geërfd door zijn oudste dochter, Elisabeth, en gingen weer voor het Huis Nassau verloren. In Nassau-Saarbrücken werd hij opgevolgd door zijn postuum geboren zoon, Johan Lodewijk.
Johan Lodewijk was altijd loyaal aan de keizer en diende ook keizer Karel V als raadgever. Hij nam in 1521 deel aan de Rijksdag van Worms. Hij verwierp de leer van de reformatie. De onlusten aan het begin van de 16e eeuw, zoals de Duitse Boerenoorlog, hadden ook effect op Nassau-Saarbrücken.
Door zijn tweede vrouw, Catharina van Meurs-Saarwerden, kwam eerst één helft van het graafschap Saarwerden aan Johan Lodewijk. Na de dood van de erfgenaam van het tweede deel viel in 1527 ook de rest van het graafschap aan Nassau-Saarbrücken, plus de helft van de heerlijkheid Lahr-Mahlberg en een deel van Kehl. Daar voerde de bisschop van Metz bezwaar tegen aan en de daaruit voortvloeiende rechtsstrijd duurde tot 1629. Aan het feitelijke bezit van het graafschap in handen van Johan Lodewijk veranderde het geschil voorlopig niets. 
Johan Lodewijk was beschermheer van de abdijen Fraulautern, Wadgassen en Longeville. Hij erfde in 1544 de proosdij Herbitzheim. In hetzelfde jaar verdeelde hij zijn bezittingen onder zijn zoons Filips II, Johan III en Adolf, maar behield een kwart van de inkomsten.

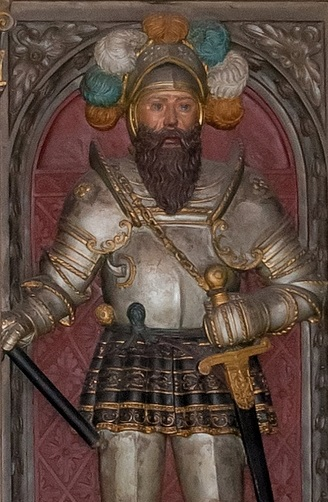
Graaf Filips II

Filips II was in de jaren 1543 tot 1545 mederegent van zijn vader. Bij de verdeling van de bezittingen in 1544 verkreeg Filips het graafschap Saarbrücken. Zijn broers Johan III en Adolf verdeelden de rest. Johan verkreeg de heerlijkheden Ottweiler en Homburg. De daadwerkelijke heerschappij in de heerlijkheid Ottweiler aanvaardde Johan III pas in 1547. In 1550 verkreeg hij van Karel V stadsrechten voor Ottweiler. Adolf verkreeg onder andere de Saarbrückense delen van de heerlijkheid Kirchheim. Het graafschap Saarwerden bleef gemeenschappelijk bezit. Na de dood van de vader werd de verdeling van de erfenis met zijn broers bevestigd. Filips resideerde vanaf toen in Saarbrücken. Keizer Karel V bevestigde bij zijn doorreis in Saarbrücken het bezit van de rijkslenen en de erfvereniging van de broers.
Filips II wijdde zich voornamelijk aan het binnenlands bestuur. In de jaren 1547/48 liet hij ter vervanging van de veerdienst in Saarbrücken de Oude Brug in steen bouwen. Om de kosten van 20.000 gulden op te brengen, stond de keizer hem een verhoging van de toltarieven toe. In 1550 werd een instelling voor de voeding van de armen opgericht. Hiervoor richtte hij samen met zijn vrouw een stichting op met een kapitaal van 2000 gulden. Hij heeft ook de watervoorziening in Saarbrücken verbeterd.
Daarnaast streefde hij naar een afronding van zijn grondgebied. Net als reeds zijn vader, trachtte hij de door zijn voorouders in leen gegeven bezittingen terug te kopen of te ruilen. In 1549 dwong hij de Abdij van Sankt Arnual tot een verdrag. Daarin gaf de abdij zijn eerdere autoriteitsrechten op. De poging van de abdij om zich bij de keizer te beklagen, bleef zonder succes. In 1550 zette hij de beschermvoogdij over de Abdij Sint-Nabor in Saint-Avold door. De Abdij St. Martinus ad Glandres in Lubeln koos hem ook als beschermvoogd. De bisschop van Metz verpandde of verkocht hem een reeks bezittingen. Verder pandbezit kwam van de aartsbisschop van Trier. Behalve de heerlijkheid Blieskastel werden deze weer ingelost. Over het bezit van Blieskastel kwam het tot een proces voor het Rijkskamergerecht.
In kerkelijke opzicht bleef Filips katholiek. De graaf sloot zich in 1548 aan bij het door Karel V uitgevaardigde Interim van Augsburg. Daarbij kwam het tot het afsluiten van een bijzonder verdrag met de keizer. Bij de doortocht van het keizerlijke leger bij de opmars en terugmars voor de aanval op Metz, leed de bevolking onder de keizerlijke troepen en de oprukkende Fransen.
In 1554 kwam het tot een reformatiepoging in de Abdij van Sankt Arnual. Enige tijd later droeg Filips om gezondheidsredenen de regering aan zijn broers over.

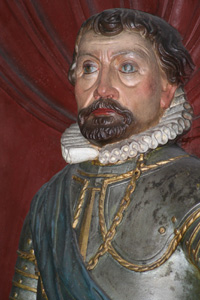
Graaf Johan III

Na de dood van Filips II in 1554 erfden Johan III en Adolf het graafschap Saarbrücken. Ook verkregen ze de van het bisdom Metz afhankelijke lenen van het huis Nassau-Saarbrücken. Johan en Adolf deelden deze bezittingen in 1556. Johan verkreeg het graafschap Saarbrücken en Adolf onder andere het graafschap Saarwerden. Adolf voerde in zijn graafschap de reformatie in.
Na de dood zijn broer Adolf in 1559 vielen diens bezittingen aan Johan. Hij resideerde vanaf 1560 in Saarbrücken. Hij liet de Burcht Hohenburg bij Homburg versterken. Omdat hij geen erfgenaam had, wees hij in 1563 de linie Nassau-Weilburg aan tot zijn erfgenaam. Sinds de tijd van graaf Filips I van Nassau-Weilburg bestonden er grensconflicten met het hertogdom Palts-Zweibrücken. Ook in de tijd van Johan kwam het meermaals tot conflicten, die in 1564 door een schikking bijgelegd konden worden. Een oud geschil over bezit met het hertogdom Lotharingen voor het Rijkskamergerecht veroorzaakte hoge kosten. De pogingen van verscheidene plaatsen, om zich van zijn graafschap los te maken en zich te onderwerpen aan het bisdom Metz, bestreed hij met succes.
De Abdij van Sankt Arnual probeerde zich tussen 1566 en 1568 eveneens van zijn graafschap los te maken en verwees naar een vermeende rijksonmiddellijkheid. De protagonisten liet Johan gevangennemen. Ze werden pas vrijgelaten toen ze deze plannen opgaven. Indirect had dit de opheffing van het klooster in 1569 tot gevolg. Persoonlijk bleef Johan de katholieke doctrine trouw. De reformatie won door predikanten van buiten echter steeds meer aanhangers. Johan bestreed de reformatie niet.
In 1570 liet Johan het renaissanceslot Neunkirchen bouwen. In 1571 kwam het opnieuw tot vergeefse pogingen van plaatsen om zich te onderwerpen aan het bisdom Metz. Met het overlijden van Johan III in 1574 kwam er een eind aan de eerste periode van het graafschap Nassau-Saarbrücken.

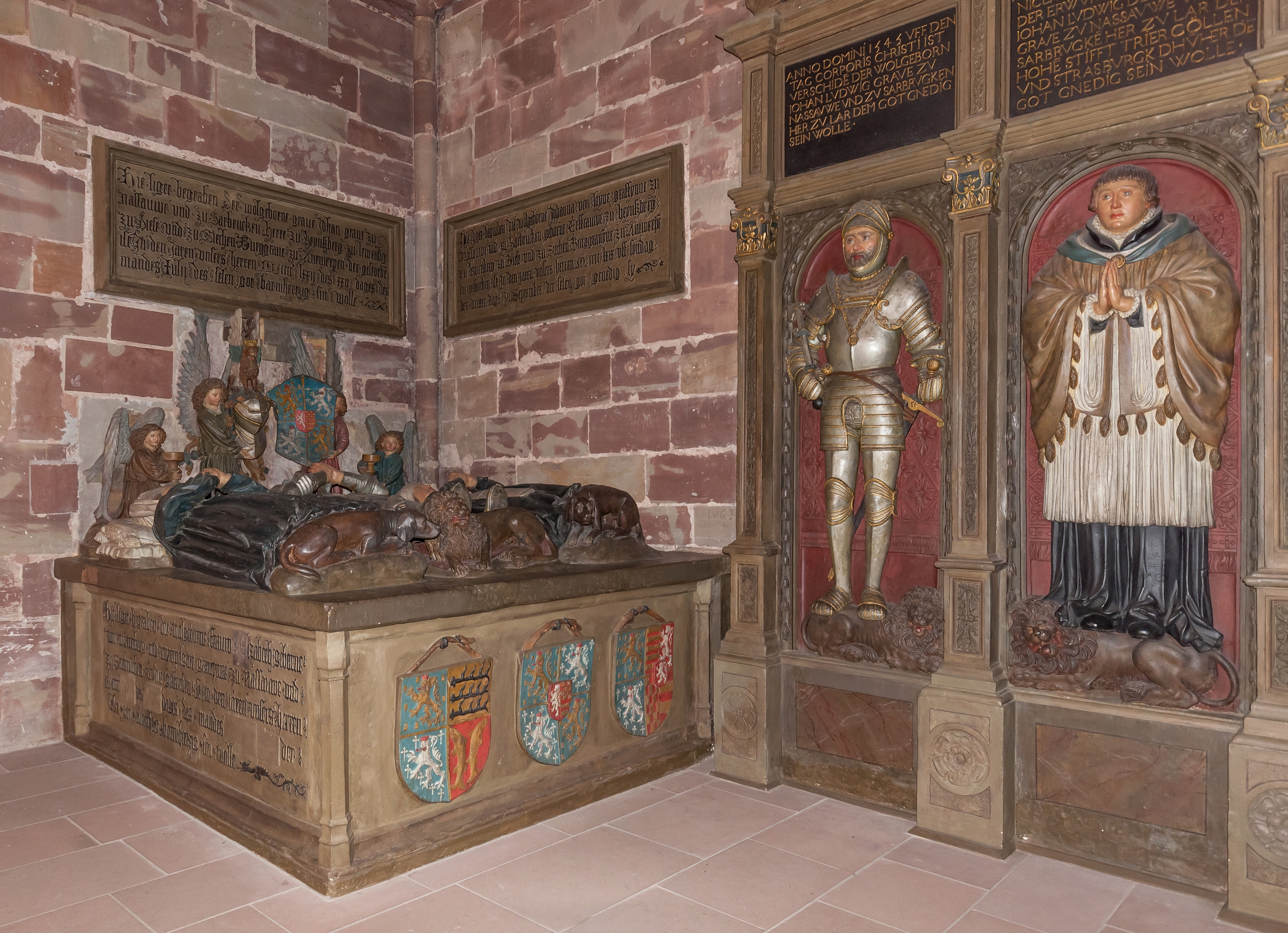
Graftombe voor graaf Johan II en zijn beide echtgenotes (links)
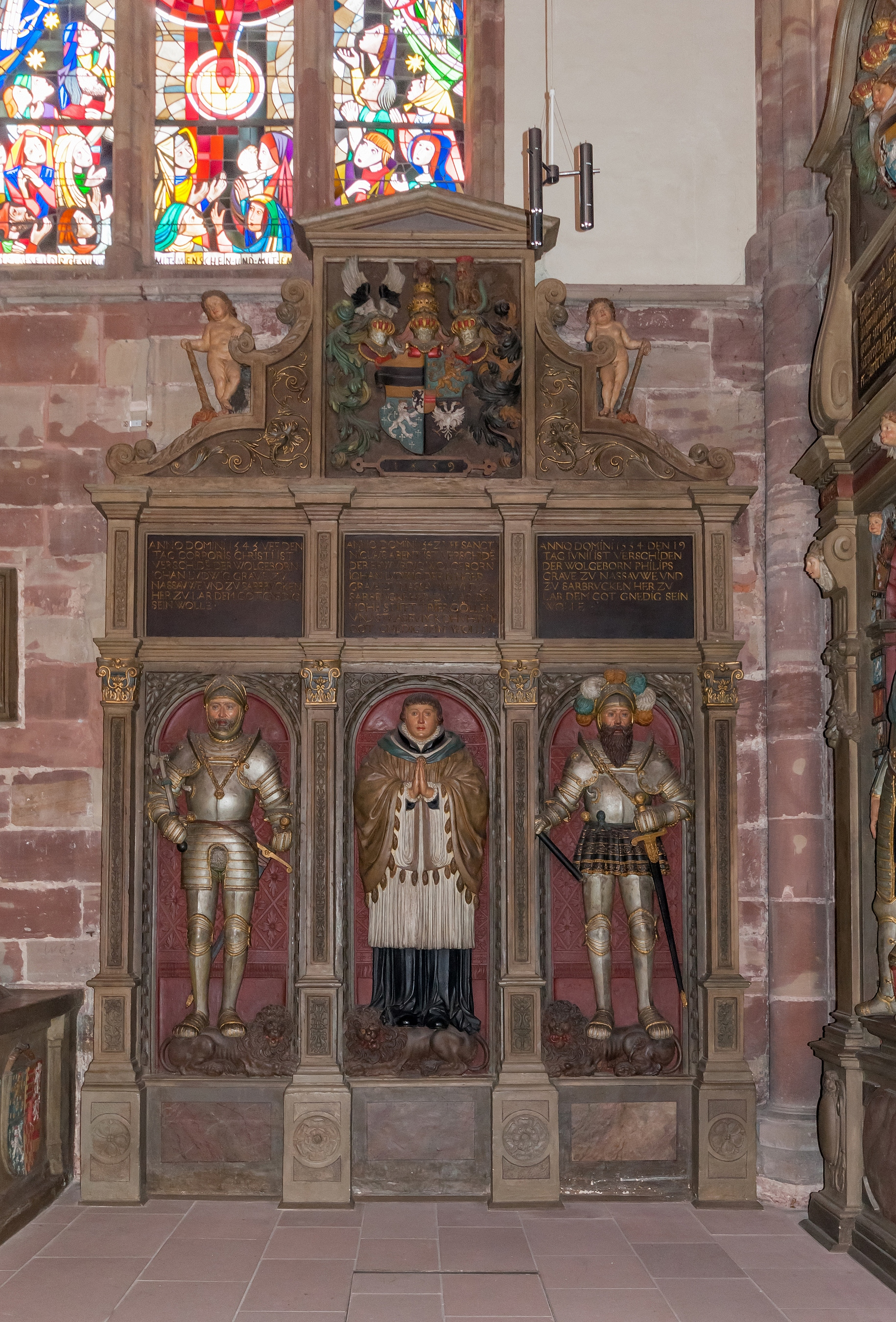
Grafmonument voor graaf Johan Lodewijk en zijn zoons Johan Lodewijk en Filips II
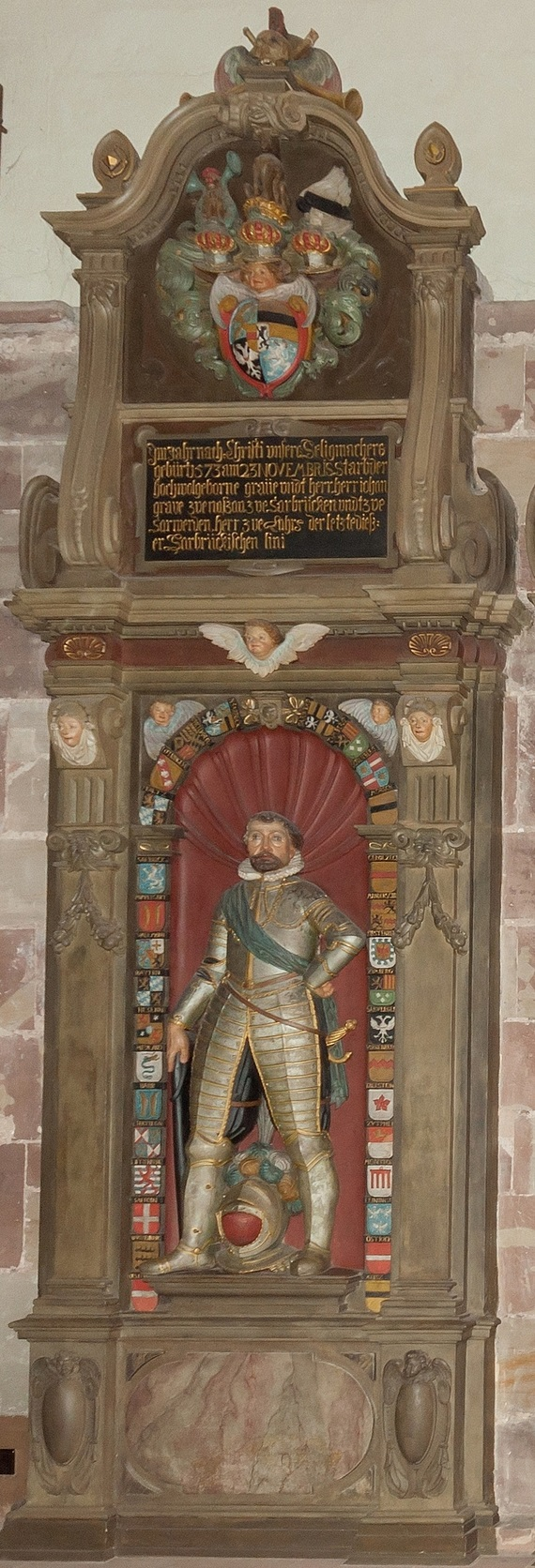
Grafmonument voor graaf Johan III
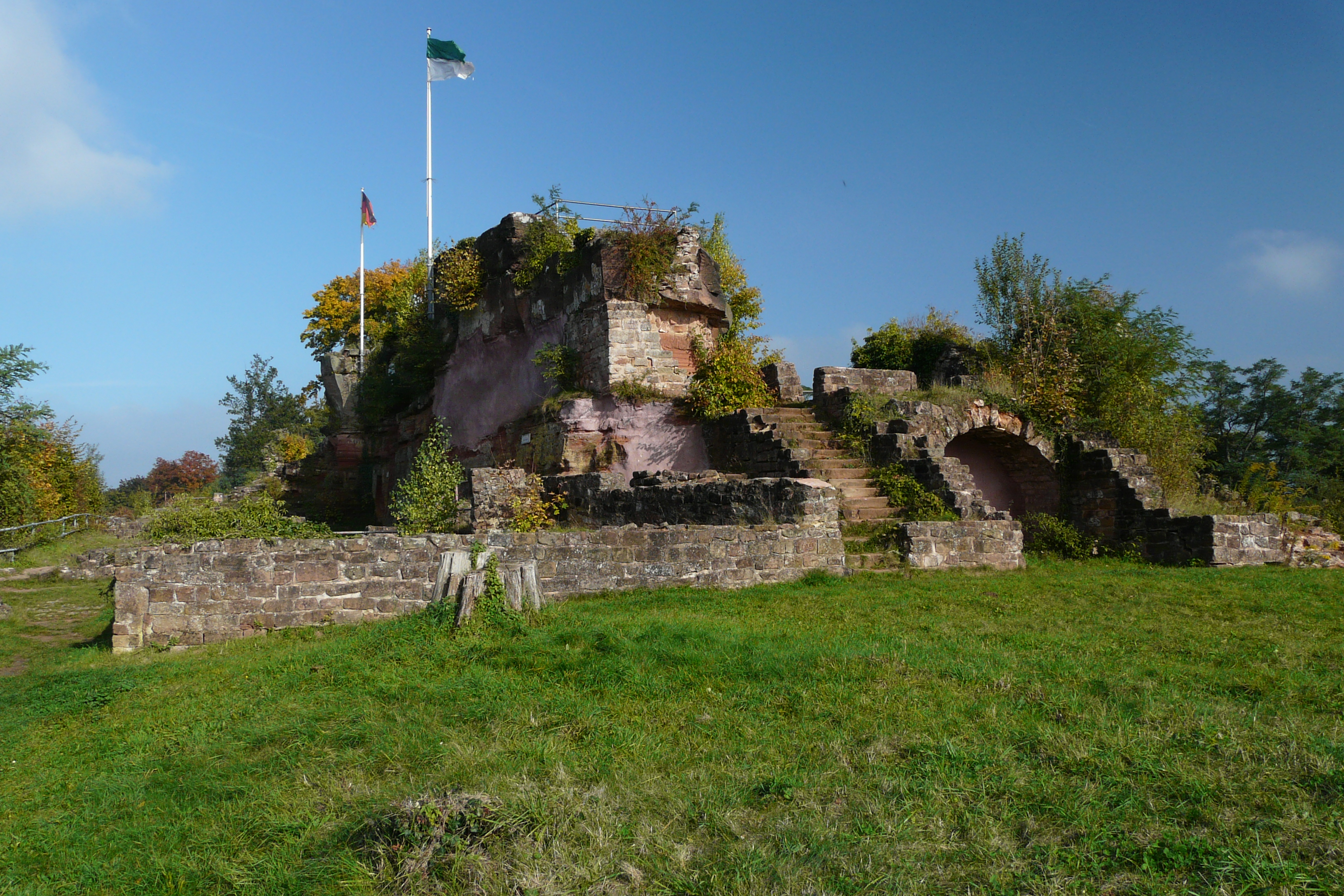
Ruïne van de Burcht Hohenburg bij Homburg
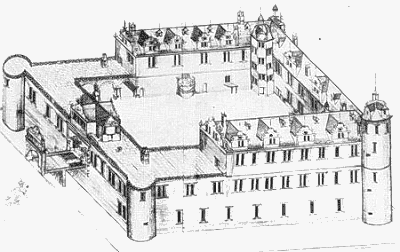
Slot Neunkirchen

## Graafschap Nassau-Saarbrücken 1574-1602

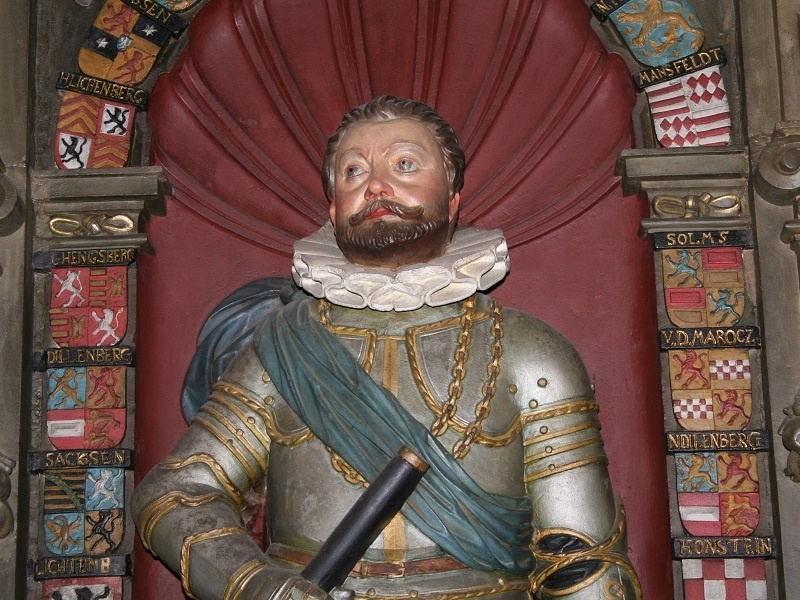
Graaf Filips III

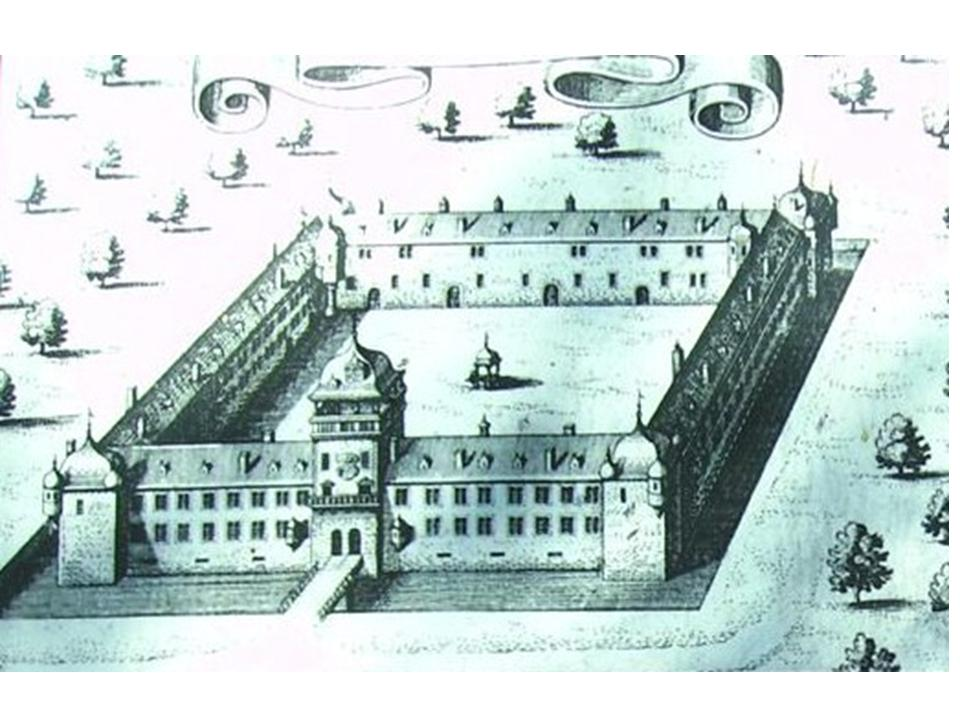
Jachtslot Philippsborn

In 1570 benoemde Johan III van Nassau-Saarbrücken in zijn testament de halfbroers Albrecht van Nassau-Weilburg en Filips van Nassau-Neuweilnau tot zijn erfgenamen. Johan was zonder mannelijke nakomelingen en wilde zekerstellen dat Saarbrücken, Saarwerden en Ottweiler voor de Walramse Linie van het Huis Nassau behouden bleven. Reeds in 1571 nam Filips III het regentschap over delen van Johans bezit over. Hij verlegde zijn residentie van Neuweilnau naar Saarbrücken. In 1572 liet Filips het uit de 12e eeuw daterende Kasteel Wanborn nabij Saarbrücken afbreken, en een in renaissancestijl opgetrokken gebouw met vier vleugels bouwen, het jachtslot Philippsborn. 
Ook in 1572 lukte het Filips de secularisatie van Klooster Rosenthal door te voeren. Het klooster had een hechte band met de familie, het diende tijdelijk als begraafplaats van Filips's voorvader Adolf van Nassau, de enige Rooms-koning uit zijn familie.
Met het overlijden van Johan III vielen in 1574 de katholieke graafschappen Saarbrücken, Saarwerden en Ottweiler definitief aan Albrecht en Filips. Ze werden op 7 december 1574 tussen de broers verdeeld. Filips ontving Saarbrücken en Saarwerden en de heerlijkheid Stauf. Albrecht ontving Ottweiler, de ambten Homburg, Kirchheim en de heerlijkheden Lahr en Mahlberg in het Zwarte Woud, dat het graafschap Nassau-Ottweiler werd.
De Saarbrückense erfenis werd van verscheidene zijden aangevochten. Hertog Karel III van Lotharingen eiste het graafschap Saarwerden als vervallen leen terug. Albrecht slaagde er, als oudste van de Walramse Linie van het Huis Nassau, echter in om het recht van Nassau bij het Rijkskamergerecht te laten zegevieren. Het geschil liep jaren en dreigde een tijdlang militair te escaleren. Dit was de belangrijkste reden dat Filips zijn hoofdresidentie naar Saarbrücken verlegde. Als domicilie diende het nieuw gebouwde zomerhuis in Saarbrücken, dat de basis vormde van het huidige Slot Saarbrücken.
Keurvorst Frederik III van de Palts maakte eveneens aanspraken op delen van de erfenis. Ook hier slaagde het Huis Nassau erin om op de belangrijkste punten succes te behalen. Meerdere omvangrijke verdragen waarin de exacte rechten en grenzen werden vastgelegd, werden gesloten.
Reeds op 1 januari 1575 voerde Filips III in zijn nieuwe graafschappen de reformatie in, naar Hessisch voorbeeld. Met de uitvoering werd de Saarbrückense hofpredikant belast. Katholieke priesters werden uit hun ambt ontheven of aan de nieuwe leer verplicht, kerkbezit in beslag genomen, scholen opgericht en het kerkpatronaat verworven. De viering van traditionele "heidense gebruiken" zoals het Sint-Jansvuur en het dansen op zondagen werd verboden. Filips vaardigde hiervoor een omvangrijke kerkorde uit. De inzet voor de reformatie intensiveerde het geschil met het hertogdom Lotharingen dat nog steeds katholiek was.
Filips III sloot op 12 augustus 1594 met zijn neven, Lodewijk II van Nassau-Weilburg, Willem van Nassau-Weilburg en Johan Casimir van Nassau-Gleiberg, een erfverdrag, aangezien hij zelf geen mannelijke nakomelingen had. De drie broers zouden na zijn overlijden alle landen onder elkaar moeten verdelen. Na het overlijden van Willem van Nassau-Weilburg in 1597 stelde Filips III op 22 juli 1601 een nieuw verdrag op ten gunste van zijn neven. Filips III overleed op 12 maart 1602, en Johan Casimir op 29 maart 1602. De gehele erfenis kwam aan de enige overlevende broer, Lodewijk II.

## Graafschap Nassau-Saarbrücken 1602-1629

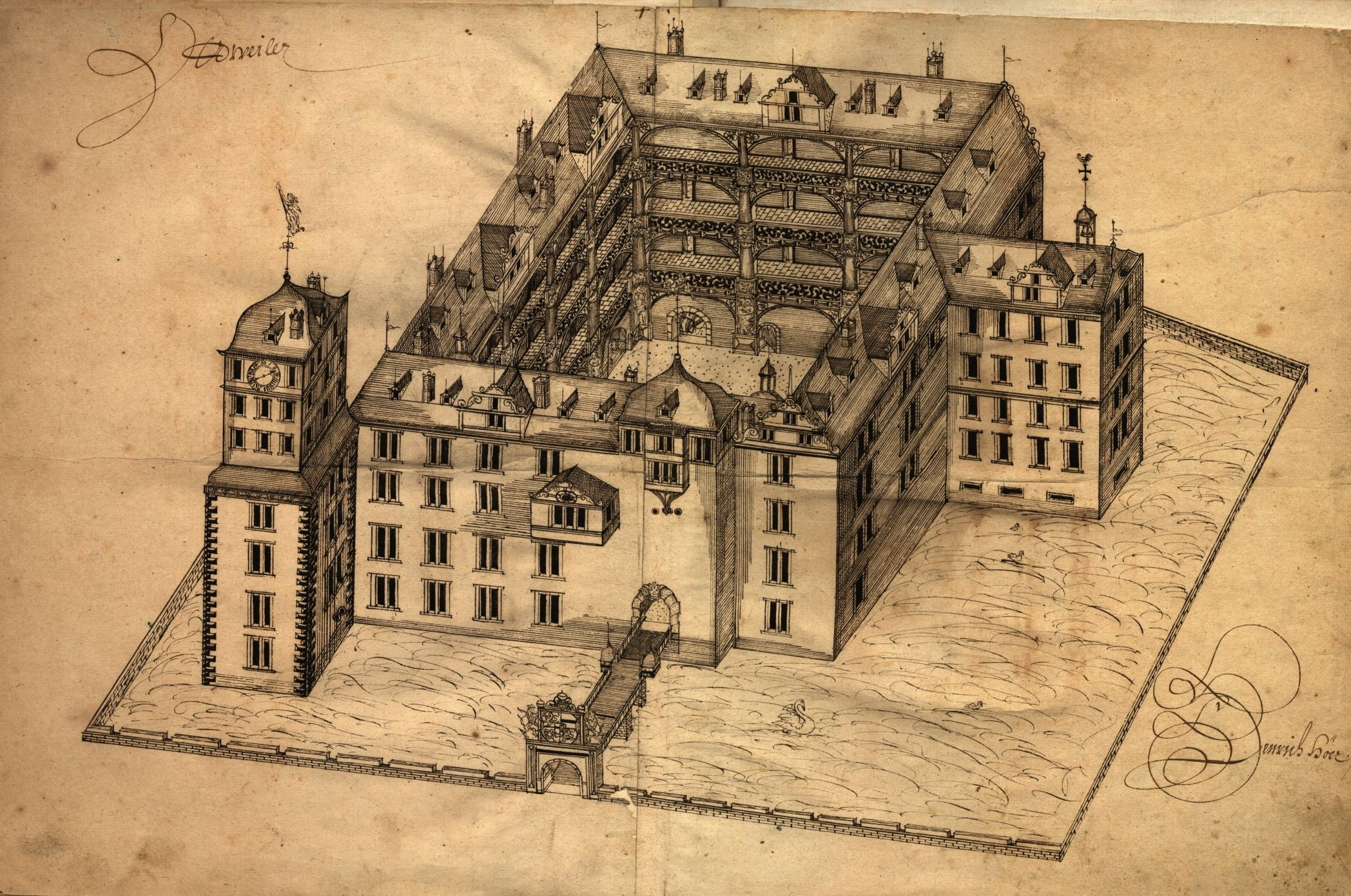
Slot Ottweiler

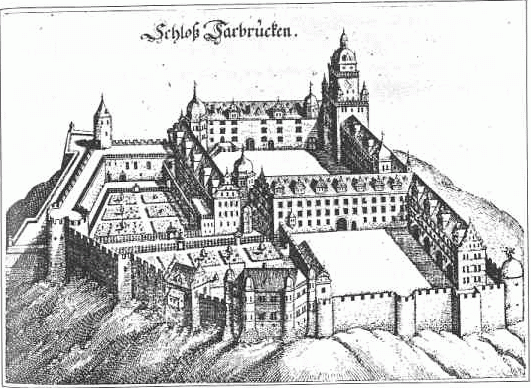
Slot Saarbrücken

Lodewijk II had zijn vader Albrecht van Nassau-Weilburg op 4 oktober 1593 opgevolgd, samen met zijn jongere broers Willem en Johan Casimir. Reeds op 6 maart 1594 verdeelden de drie broers de erfenis. Hun oom Filips III van Nassau-Saarbrücken was hun daarbij behulpzaam. Lodewijk verkreeg de gebieden links van de Rijn, de heerlijkheid Ottweiler met Homburg, Kirchheim en Lahr, Willem verkreeg Weilburg en Burgschwalbach, en Johan Casimir verkreeg Gleiberg. De moeder Anna verkreeg het ambt Wehen als weduwengoed.
Door het overlijden van achtereenvolgens Willem (in 1597), Filips III (in 1602), en Johan Casimir (ook in 1602), werd Lodewijk de enige bezitter van de graafschappen Nassau-Weilburg en Nassau-Saarbrücken. In 1605 overleed Johan Lodewijk II van Nassau-Idstein, de laatste graaf van Nassau-Wiesbaden-Idstein. Lodewijk volgde hem op, en verenigde zo alle bezittingen van de Walramse Linie van het Huis Nassau in zijn hand. 
Lodewijk verplaatste in 1602 zijn regeringszetel naar Slot Saarbrücken. In hetzelfde jaar schonk hij een jaarrente aan het ziekenhuis van Saarbrücken. Hij zorgde voor een betere opleiding van de bevolking. De Latijnse school van de Abdij van Sint-Arnual bouwde hij in 1604 om tot een gymnasium, dat heden ten dage nog steeds zijn naam draagt. Zijn inspanningen om het lager onderwijs te verbeteren brachten weliswaar een voorsprong ten opzichte van het Keurvorstendom Trier en het hertogdom Lotharingen, maar bereikten niet het niveau van het hertogdom Palts-Zweibrücken. Lodewijk sloot een verdrag met hertog Hendrik II van Lotharingen en aartsbisschop Lothar von Metternich van Trier voor het bevaarbaar maken van de Saar. Onder zijn bewind steeg de welvaart van het land, zo startte de kolenhandel uit de mijnen Dudweiler en Sulzbach en werden de ijzermijnen in de buurt van Schiffweiler, Wiebelskirchen en in het Sinnerthal geopend. Anderzijds greep in het landsbestuur onder hem zorgeloosheid in financieel beheer en corruptie in het ambtenarenapparaat om zich heen. 
Lodewijk droeg zijn archivaris Johann Andreae op om het archief van Saarbrücken te ordenen, en de schilder Henrich Dors uit Altweilnau om alle grafmonumenten van de familie te tekenen, waaruit in 1632 het belangrijke Epitaphienbuch ontstond. In 1611 liet hij in Göllheim, op de plaats van het overlijden van rooms-koning Adolf († 1298), het oude Koningskruis renoveren. Daar herinnert een uit die tijd stammende gedenkplaat aan.
De accumulatie van bezittingen kwam niet overeen met het politieke gewicht van Lodewijk. Zowel in de Gulik-Kleefse Successieoorlog (1609-1614) als in de Dertigjarige Oorlog (1618-1648) handhaafde hij een voorzichtige neutraliteit, die knellende inkwartieringen in zijn bezittingen echter niet voorkomen kon. Contacten met koning Hendrik IV van Frankrijk ontwikkelden zich niet tot een alliantie. De reeds door zijn voorgangers ingezette schepping van een afgesloten territorium zette hij met succes voort. Mijlpalen daarbij waren de grenscorrectieverdragen met Palts-Zweibrücken in 1604 en Lotharingen in 1621.
In de kerkpolitiek naderde Lodewijk aan de ene kant de lutherse orthodoxie, doordat hij in de gereviseerde kerkordening uit 1617 de Augsburgse Confessie vastlegde, aan de andere kant tolereerde hij het voortbestaan van Waalse gemeenten in het graafschap Saarwerden, en bracht, waarschijnlijk om mercantilistische redenen, hugenootse glasblazers uit de Argonne onder in de Warndt (Ludweiler), links van de Saar. Door een conformiteitsbevel probeerde hij, de Nassau-Saarbrückense landskerk een uniforme vorm te geven. Het nonnenklooster Klarenthal bij Wiesbaden zette hij in 1607 om in een ziekenhuis.
Architectuur en beeldhouwkunst was hij toegedaan. Slechts een paar maanden na de erfenis van het graafschap Saarbrücken in 1602 liet Lodewijk het plaatselijke kasteel met behoud van de middeleeuwse delen door Heinrich Kempter von Vic tot een modern renaissancegebouw ombouwen, dat ook opmerkelijke muurschilderingen en stucwerk ontving. Ook de burchten in Idstein en Kirchheim liet Lodewijk uitbreiden.
Lodewijk overleed in 1627. Hij werd opgevolgd door zijn zoons Willem Lodewijk, Johan, Ernst Casimir en Otto. Deze regeerden gezamenlijk tot 1629, toen gingen ze over tot een verdeling van hun bezittingen. Willem Lodewijk trad op als regent voor zijn broers Ernst Casimir en Otto.

## Graafschap Nassau-Saarbrücken 1629-1659
Bij de verdeling op 29 januari 1629 kreeg Willem Lodewijk, de oudste van de broers, het graafschap Saarbrücken, het ambt Ottweiler, de voogdij Herbitzheim, en de gemeenschap Wellingen. Op 7 juli 1629 besliste het Rijkskamergerecht in het geschil tussen Lotharingen en Nassau dat stad en kasteel Saarwerden, Bockenheim en Wiebersweiler als lenen van het bisdom Metz aan Lotharingen gegeven zouden moeten worden; de rest van het graafschap Saarwerden zou bij Nassau moeten blijven. De hertog van Lotharingen nam echter onmiddellijk bezit van het hele graafschap Saarwerden en de voogdij Herbitzheim. Willem Lodewijk begaf zich naar de vorstendag te Regensburg en verkreeg op 23 juli 1631 de keizerlijke belening.
In de Dertigjarige Oorlog had Lodewijk II een voorzichtige neutraliteit gehandhaafd. Toen koning Gustaaf II Adolf van Zweden aan het einde van het jaar 1630 naar de Rijn kwam, stelden Willem Lodewijk en zijn broers zich te zijner beschikking en verklaarden daarmee de oorlog aan hun keizer. In augustus 1633 drong Willem Lodewijk vanuit de Elzas het nog steeds door Lotharingen bezette graafschap Saarwerden binnen, dat wel door de Zweden veroverd was, maar niet aan hem overgedragen werd. Op 5 september 1633 ondertekende zijn broer Johan een verbond met Frankrijk tegen de keizer. Op 7 juni 1634 bezegelde Willem Lodewijk dat verbond. Op dezelfde dag schikten de broers Nassau in Frankfurt am Main met de heren van Geroldseck over hun eigendomsrechten op de heerlijkheid Lahr.
Toen het keizerlijke leger de Midden-Rijn naderde, brachten de graven van Nassau eerst hun archieven in Frankfurt am Main in veiligheid en gingen daarna naar Kirchheim. De landen rechts van de Rijn gaven ze daarmee prijs.
Op 23 april 1635 vluchtte de familie naar Bockenheim. Op 30 mei 1635 sloot een reeks rijksstanden, waaronder het keurvorstendom Brandenburg en het keurvorstendom Saksen, de Vrede van Praag, waarbij de graven van Nassau uitdrukkelijk werden uitgesloten. De familie begaf zich eerst naar Saarbrücken, dat werd beschermd door hertog Bernhard van Saksen-Weimar. Toen deze in augustus 1635 in een aanval tegen Frankfurt am Main werd verslagen en zich moest terugtrekken naar Metz, volgden Willem Lodewijk en Ernst Casimir hem daarheen. Johan koos Straatsburg als ballingsoord. De nadering van keizerlijke troepen onder Matthias Gallas veroorzaakte in Saarbrücken paniek en een golf van vluchtelingen. De grafelijke familie besefte dat Straatsburg vanwege de afstand niet bereikbaar was. Dus reisde het gehele hof op voorstel van de koning Lodewijk XIII van Frankrijk op 16 juni 1635 naar de Rijksstad Metz.
In november 1635 verscheen de keizerlijke commissaris in de Nassause landen en verklaarde de drie broers vervallen van hun graafschappen en al hun bezittingen. De hertog van Lotharingen ontving voor zijn diensten aan de keizer de graafschappen Saarbrücken en Saarwerden, de voogdij Herbitzheim en de Burcht Hohenburg bij Homburg. Een poging, door een door de keurvorst van Saksen bemiddeld verzoekschrift, om keizerlijke gratie te verkrijgen, mislukte in 1636. In het volgende jaar werden de graven geïnformeerd over de redenen voor de keizerlijke ongenade. Pas in 1639 ontvingen Willem Lodewijk en Ernst Casimir een vrijgeleide, zodat zij persoonlijk hun zaak in Wenen konden behartigen. Willem Lodewijk overleed in 1640 in Metz.
Bij het overlijden van Willem Lodewijk waren zijn kinderen nog minderjarig. Hierdoor werd zijn weduwe Anna Amalia van Baden-Durlach aangesteld tot regentes van Nassau-Saarbrücken, een functie die ze bleef uitoefenen tot aan haar overlijden in 1651. 
In 1640 schreef ze een smeekschrift aan Kardinaal de Richelieu hetgeen leidde tot Franse ondersteuning van de familie. Op 11 september 1641 keerde de familie terug naar Ottweiler. Op 26 juli 1642 ontving Anna Amalia een vrijgeleide van keizer Ferdinand II voor de grafelijke familie. Bij de Vrede van Westfalen in 1648 kreeg de familie de bezittingen terug en verlegde Anna Amalia de residentie naar Saarbrücken. In juli 1650 werd het Vredesvoltrekkingsverdrag van Neurenberg betreffende de teruggave van het graafschap Saarwerden gesloten. Na haar overlijden in 1651 werd haar oudste zoon Johan Lodewijk regent voor zijn jongere broers Gustaaf Adolf en Walraad, totdat ze meerderjarig werden.
De broers Johan Lodewijk, Gustaaf Adolf en Walraad, en hun ooms Johan van Nassau-Idstein en Ernst Casimir van Nassau-Weilburg gingen in 1651 over tot een verdeling van hun bezittingen. De drie broers ontvingen als hun gezamenlijk bezit het graafschap Saarbrücken met Jugenheim in Rheinhessen en Wöllstein, de helft van het ambt Stockheim, Usingen, Grävenwiesbach, Alt- en Neuweilnau, een deel van Kirberg, een deel van Mensfelden en een deel van Kettenbach met Rückershausen. De drie broers en hun beide ooms bleven gezamenlijk bezitten Kasteel Nassau, (Bad) Ems, het graafschap Saarwerden met Herbitzheim en Wadgassen, Homburg, Klooster Rosenthal, Ober- en Nieder-Rosbach.
In 1653 werd de in grafelijk bezit zijnde ijzergieterij in Neunkirchen weer in bedrijf genomen. De drie broers gingen in 1659 over tot een verdeling van hun bezittingen. Gustaaf Adolf ontving bij die verdeling het graafschap Saarbrücken met onderhorigheden, Johan Lodewijk ontving Ottweiler met Jugenheim in Rheinhessen en Wöllstein (het graafschap Nassau-Ottweiler), en Walraad ontving de landen van Usingen, dat hij vergrootte met de verkrijging van de andere helft van het ambt Stockheim (het graafschap Nassau-Usingen).

## Graafschap Nassau-Saarbrücken 1659-1728

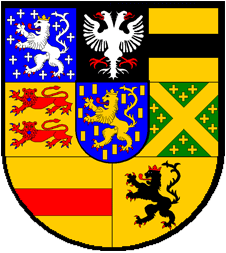
Wapen van de Walramse Linie sinds 1660

In 1660 nam Gustaaf Adolf de regering op zich. Hij begon met de wederopbouw van het door de oorlog verwoeste land, haalde vluchtelingen terug en rekruteerde nieuwe kolonisten voor de landbouw en geschoolde arbeiders voor de glasindustrie in Klarenthal. Deze stad was genoemd naar zijn vrouw, Eleonora Clara, tegenwoordig een stadsdeel in het westen van Saarbrücken.
Tegen de reüniepolitiek van koning Lodewijk XIV van Frankrijk kon Gustaaf Adolf zich niet verdedigen. Hij weigerde de door de koning geëiste leeneed af te leggen, zelfs niet toen hij in 1673 door de Fransen gevangengenomen werd en naar Metz werd gebracht. Nadat hij het jaar daarop was vrijgelaten, mocht Gustaaf Adolf niet terugkeren naar zijn land. Hij nam daarom in keizerlijke dienst in 1676 deel aan de gevechten in Phillipsburg en in 1677 in de Elzas. Hij bezweek aan de verwondingen die hij had opgelopen in de Slag bij Kochersberg, ten noordwesten van Straatsburg. Hij werd opgevolgd door zijn oudste zoon Lodewijk Crato.

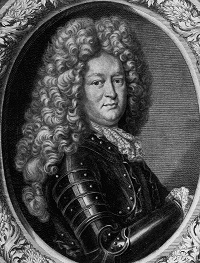
Graaf Lodewijk Crato

Lodewijk Crato nam de regering niet op zich omdat het land door de Fransen bezet was. Het was vermoedelijk zucht naar avontuur en het gebrek aan kansen die hem ertoe brachten om in Franse dienst te treden. Hij bereikte uiteindelijk de rang van luitenant-generaal. Tijdens zijn carrière onderscheidde hij zich door dapperheid, koelbloedigheid en militair inzicht. Zo nam hij deel aan het Beleg van Luxemburg (1684). Op 18 maart 1685 nam hij de regering van Nassau-Saarbrücken over.
Lodewijk Crato trad daarna in Staatse dienst en streed tijdens de Negenjarige Oorlog in de Slag bij Fleurus (1690) (waar hij zwaar gewond raakte), bij het Beleg van Namen (1692), in de Slag bij Steenkerke in 1692, en in de Slag bij Neerwinden (1693). Deze korte periode bij het Staatse leger werd beëindigd doordat koning Lodewijk XIV van Frankrijk zijn land in beslag nam. Na de Vrede van Rijswijk in 1697 werd zijn land weer teruggegeven en nam Lodewijk Crato de regering weer op zich. Tijdens de Spaanse Successieoorlog was hij alleen in een adviserende functie actief.
Lodewijk Crato geldt als een goede regent, zo kon hij zijn land buiten verdere oorlogen houden. Hij ordende de rechtspleging en de overheidsfinanciën. Hij was liefdadig en reorganiseerde het onderwijs. Op 16 oktober 1699 besloot hij tot invoering van de Gregoriaanse kalender met ingang van het jaar 1700. In 1707 stichtte hij de glasblazerij in Lauterbach. In 1709 liet hij Slot Monplaisir op bouwen op de Halberg. Op 2 april 1712 stichtte hij het weduwen- en wezenhuis te Saarbrücken. Hij overleed in 1713, zijn opvolger was zijn broer Karel Lodewijk.

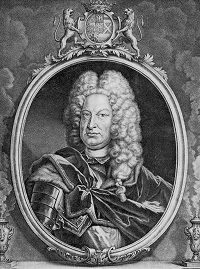
Graaf Karel Lodewijk

Tijdens zijn regering bevorderde Karel Lodewijk de industrialisatie van zijn land. In de Warndt breidde hij de glasblazerij, die al onder Lodewijk II door de vestiging van hugenoten werd opgericht, verder uit. Naar hem werd de in 1716 gestichte plaats Karlingen genoemd (tegenwoordig Frans: Carling). In Sulzbach stichtte hij in 1719 de zoutziederij opnieuw en liet hij in 1722 een gradeerwerk bouwen.
Toen zijn achterneef, George August Samuel van Nassau-Idstein, in 1721 overleed, nam Karel Lodewijk samen met zijn neef en schoonvader, Frederik Lodewijk van Nassau-Ottweiler, de regering in het vorstendom Nassau-Idstein over. Hiervoor verlegde Karel Lodewijk in 1722 tijdelijk zijn residentie naar Wiesbaden, maar keerde in hetzelfde jaar terug naar Saarbrücken, om het jaar daarop naar Idstein te verhuizen. Daar overleed hij in 1723. Aangezien zijn twee zonen jong overleden, werd Karel Lodewijk opgevolgd door Frederik Lodewijk van Nassau-Ottweiler.

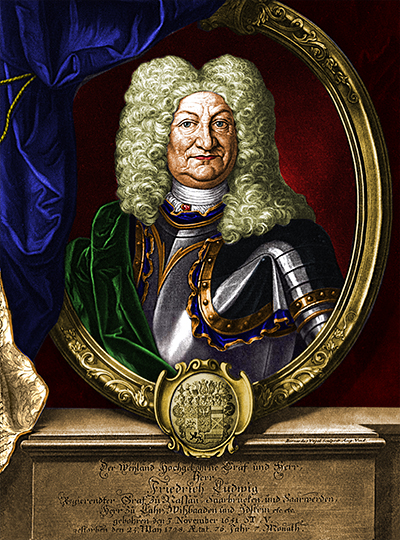
Graaf Frederik Lodewijk

Frederik Lodewijk erfde in 1723 het graafschap Nassau-Saarbrücken van zijn neef en schoonzoon Karel Lodewijk, dat met Nassau-Ottweiler werd verenigd tot een vergroot graafschap Nassau-Saarbrücken. Frederik Lodewijk resideerde in verschillende plaatsen, zoals in Saarbrücken, Idstein en Ottweiler. Hoofdresidentie en zetel van de regering bleef Ottweiler. 
Om de economie te bevorderen, richtte Frederik Lodewijk in 1723 een glasblazerij op in het Friedrichsthal en in 1724 een andere in het Fischbachtal. Uit de glasblazerij in het Friedrichsthal kwam later de gelijknamige stad voort, op de plaats van de kort bestaande glasblazerij in het Fischbachtal ontstond later Rußhütte. In 1726 stichtte Frederik Lodewijk het dorp Friedrichweiler in de Warndt en in 1727 liet hij Sulzbach opnieuw bevolken. Tijdelijk exploiteerde Frederik Lodewijk de ijzergieterij in Neunkirchen zelf.
In 1725 kwam het tot een heropleving van de processen met de Abdij van Wadgassen, die al onder Karel Lodewijk begonnen waren. Daarbij ging het om de heerlijke rechten op het kloostergebied. De abt probeerde de volledige onafhankelijkheid te verkrijgen. De abdij bereikte bij het Rijkskamergerecht enkele successen. Daarentegen wendde Frederik Lodewijk zich tot de Rijksdag en riep de hulp van het Corpus Evangelicorum in. In 1727 besliste het Rijkskamergerecht in de hoofdzaak in het voordeel van Nassau. Tot beslechting van nieuwe geschillen met het hertogdom Lotharingen over Saarwerden werd een keizerlijke commissie ingesteld. Frederik Lodewijk loste in 1726 aan het markgraafschap Baden-Durlach de verpande heerlijkheid Lahr in.
In 1727 liet Frederik Lodewijk de nieuwe evangelische kerken in Sankt Johann en Neunkirchen bouwen. Daarnaast financierde hij het koor van de stadskerk in Idstein. 
Omdat Frederik Lodewijk geen zoons had, werd hij bij zijn overlijden in 1728 opgevolgd door zijn achterneven Karel en Willem Hendrik II van Nassau-Usingen.

## Vorstendom Nassau-Saarbrücken 1728-1793

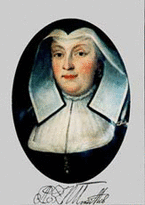
Charlotte Amalie van Nassau-Dillenburg

Bij het overlijden vorst Willem Hendrik I van Nassau-Usingen in 1718 volgden zijn zoons Karel en Willem Hendrik hun vader op. Vanwege hun minderjarigheid nam hun moeder Charlotte Amalia van Nassau-Dillenburg het regentschap voor haar zoons op zich. Bij het overlijden van Frederik Lodewijk van Nassau-Ottweiler in 1728 erfden Karel en Willem Hendrik het graafschap Nassau-Saarbrücken en het vorstendom Nassau-Idstein. Dat laatste werd samengevoegd met het vorstendom Nassau-Usingen.
Tijdens haar regentschap vaardigde Charlotte Amalia talrijke wetten uit, die van het vorstendom een voor die tijd 'moderne' staat maakten. Met name de administratie van het land werd geheel gereorganiseerd, waarbij ze de scheiding van de hofadministratie en de overheidsadministratie doorvoerde. In Slot Idstein richtte ze een staatsarchief in, een voorloper van het huidige Hessisches Hauptstaatsarchiv te Wiesbaden, en door de aankoop van boeken legde ze de grondslag voor de hedendaagse Hessische Landesbibliothek. Streng liet ze op de nakoming van de leerplicht letten en voor de lerarenopleiding werd er een kweekschool opgericht. Daarentegen bevatte de door haar geïnitieerde Jodenverordening vooral veel verboden en beperkingen; deze verordening gold ook in het hertogdom Nassau. Ondanks haar slimme en vastberaden bestuur, slaagde ze er niet in het vorstendom een passende plaats in het Heilige Roomse Rijk te geven. Uiteindelijk liet ze het zelfs toe dat haar zoons het land deelden, hetgeen tot een aanzienlijke verzwakking van het land leidde.

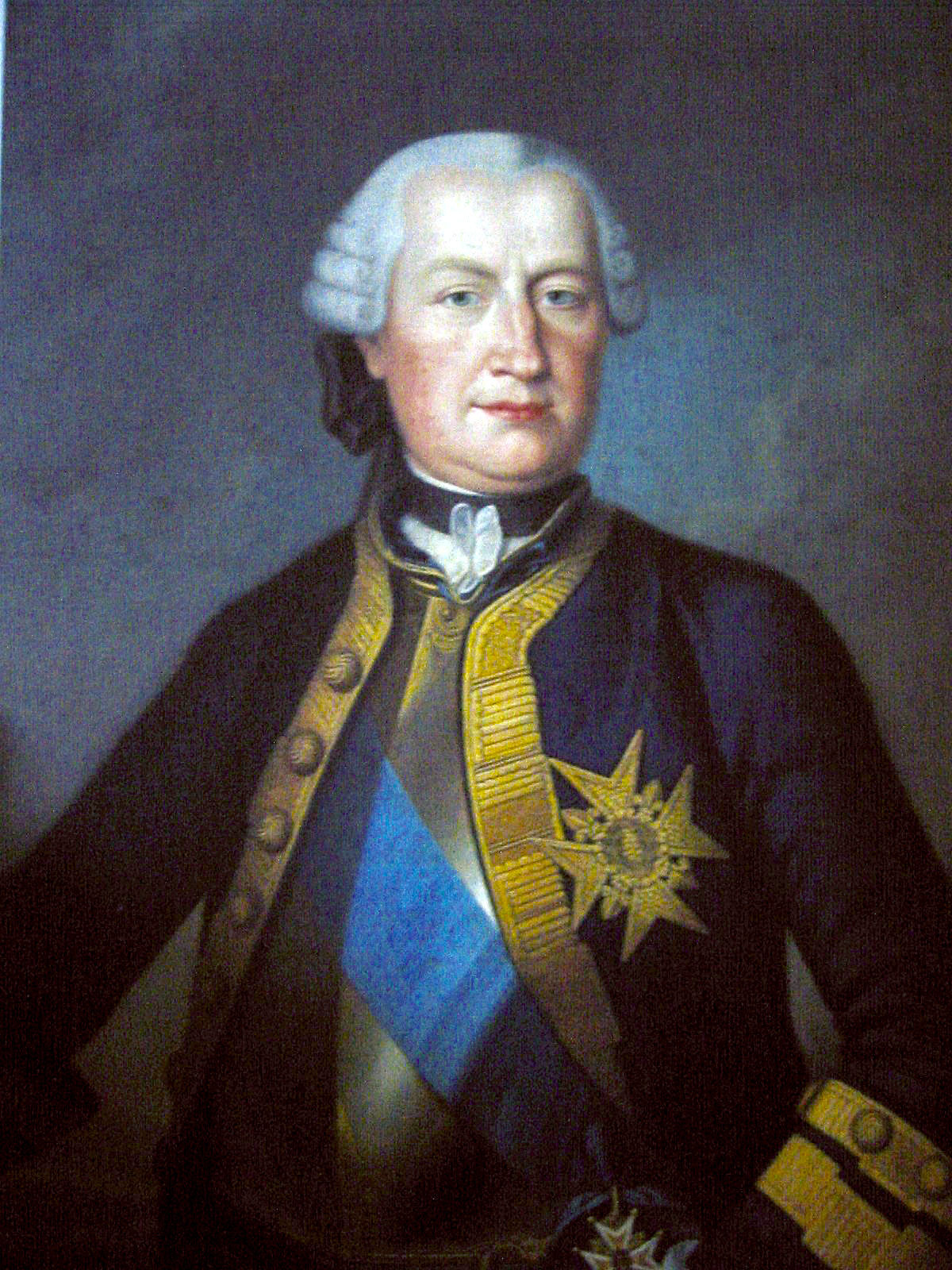
Vorst Willem Hendrik

Karel werd in 1733 meerderjarig verklaard. In 1735 verdeelden haar beide zoons hun bezittingen, Karel kreeg Nassau-Usingen en Willem Hendrik kreeg Nassau-Saarbrücken, dat met ongeveer 22.000 inwoners op twaalf vierkante mijl tot de kleinste landen in het Heilige Roomse Rijk behoorde. Charlotte Amalia bleef tot de meerderjarigheid van Willem Hendrik in 1738 regentes van Nassau-Saarbrücken.
Met de regeringsovername verhuisde Willem Hendrik samen met zijn familie en enkele adellijke families van Usingen naar Saarbrücken, aan de uitbouw daarvan begon hij ijverig. De hoofdstad, die in de troebelen van de Dertigjarige Oorlog en de Reünieoorlog zwaar in het ongeluk gestort was, werd, in het bijzonder door het werk van de architect Friedrich Joachim Stengel, tot een barokke residentie omgevormd en uitgebreid. Vermeldenswaard zijn de nieuwbouw van Slot Saarbrücken (1738-1748), de nieuwbouw van het gymnasium te Saarbrücken (1749-1752), en de bouw van de Ludwigskirche (1762-1775) en de Basiliek St. Johan. Daarnaast bouwde hij een reeks adellijke paleizen en herenhuizen. De keerzijde van de prachtige stadsuitbreiding was een immense schuld, die zijn zoon en opvolger Lodewijk nog lang moest afdragen. Niettemin zijn het juist de bouwprojecten van Willem Hendrik die de stad Saarbrücken vandaag nog steeds vormen en de herinnering aan hem levend houden.
Willem Hendrik ging in 1745 met Karel August van Nassau-Weilburg over tot de verdeling van het graafschap Saarwerden en Herbitzheim en verkreeg ⅔ deel. Willem Hendrik stond in 1755, samen met Karel Christiaan van Nassau-Weilburg, aan de hertog van Palts-Zweibrücken stad en ambt Homburg af. Willem Hendrik stond in 1766 Altsaarwerden, Bockenheim en zijn deel van Wadgassen af aan Frankrijk dat in ruil daarvoor de hoge soevereiniteit op de heerlijkheid Püttlingen overgaf.
Willem Hendrik hervormde het bestuur en de rechterlijke macht, door de twee instellingen juridisch te scheiden en wetten uit te vaardigden, die het typische verlichte absolutistische karakter van de tijd droegen. Daartoe behoorde ook een kameralistiek economisch beleid. Hij nam maatregelen tot uniformering van belastingen en invoering van een modern kadaster naar Oostenrijks voorbeeld. In 1745 voerde hij een nieuwe verordening voor de heffing van tol op het land en op het water in. Vanaf 1747 bevorderde hij de glasproductie. Hij startte eveneens moderne landbouwmethodes, zoals de aardappelteelt en de ongediertebestrijding. Van belang was ook zijn betrokkenheid bij de steenkoolmijnbouw en de ijzersmelterij. De mijnen werden in 1750 genationaliseerd en de smelterijen werden verpacht aan ondernemers. Het lukte hem hiermee in het midden van de 18e eeuw de proto-industriële basis te leggen voor het latere, sterk geïndustrialiseerde Saargebied. In 1756 monopoliseerde hij de zouthandel. Ondanks de stijgende belasting- en pachtinkomsten verlichtte de begrotingssituatie niet, vooral vanwege de hoge bouwuitgaven.
Onder zijn regering werden de Fürstlich Nassau-Saarbrückische Porzellanmanufaktur Ottweiler en de Kokerei Grube Altenwald (de eerste cokesfabriek in Duitsland) gesticht. Verder begon in 1761 de uitgave van een algemeen weekblad, de voorloper van de huidige Saarbrücker Zeitung.
Bij Willem Hendrik - evenals bij zijn vorstelijke tijdgenoten - tonen zich de mogelijkheden en grenzen van de verlichte absolutistische politiek. Hoezeer hij ook volgens verlichte principes wettelijke hervormingen doorvoerde, economische impulsen stelde en religieuze tolerantie hanteerde, zozeer bleef hij ook een patriarchale heerser, die zijn onderdanen een actieve deelname weigerde, met een immense vloed van voorschriften alle gebieden van het leven wilde reguleren en hard tegen sociale protesten ingreep. Hij overleed op vijftigjarige leeftijd en werd opgevolgd door zijn zoon Lodewijk.

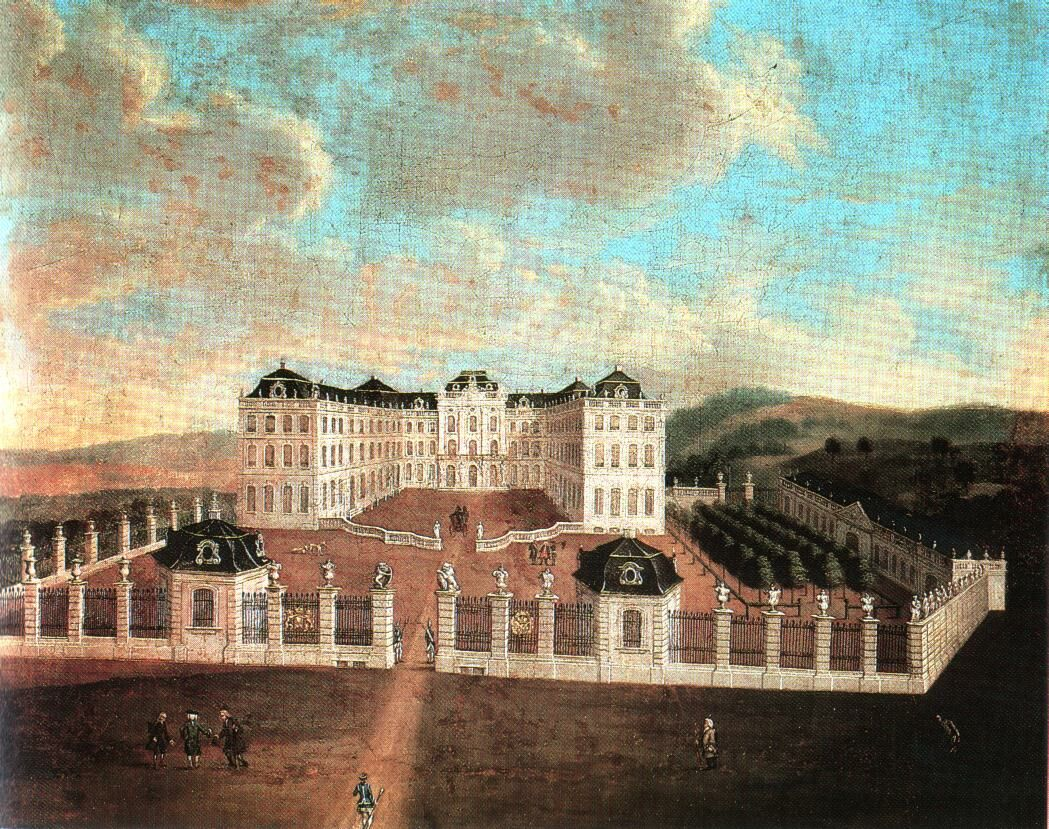
Slot Saarbrücken
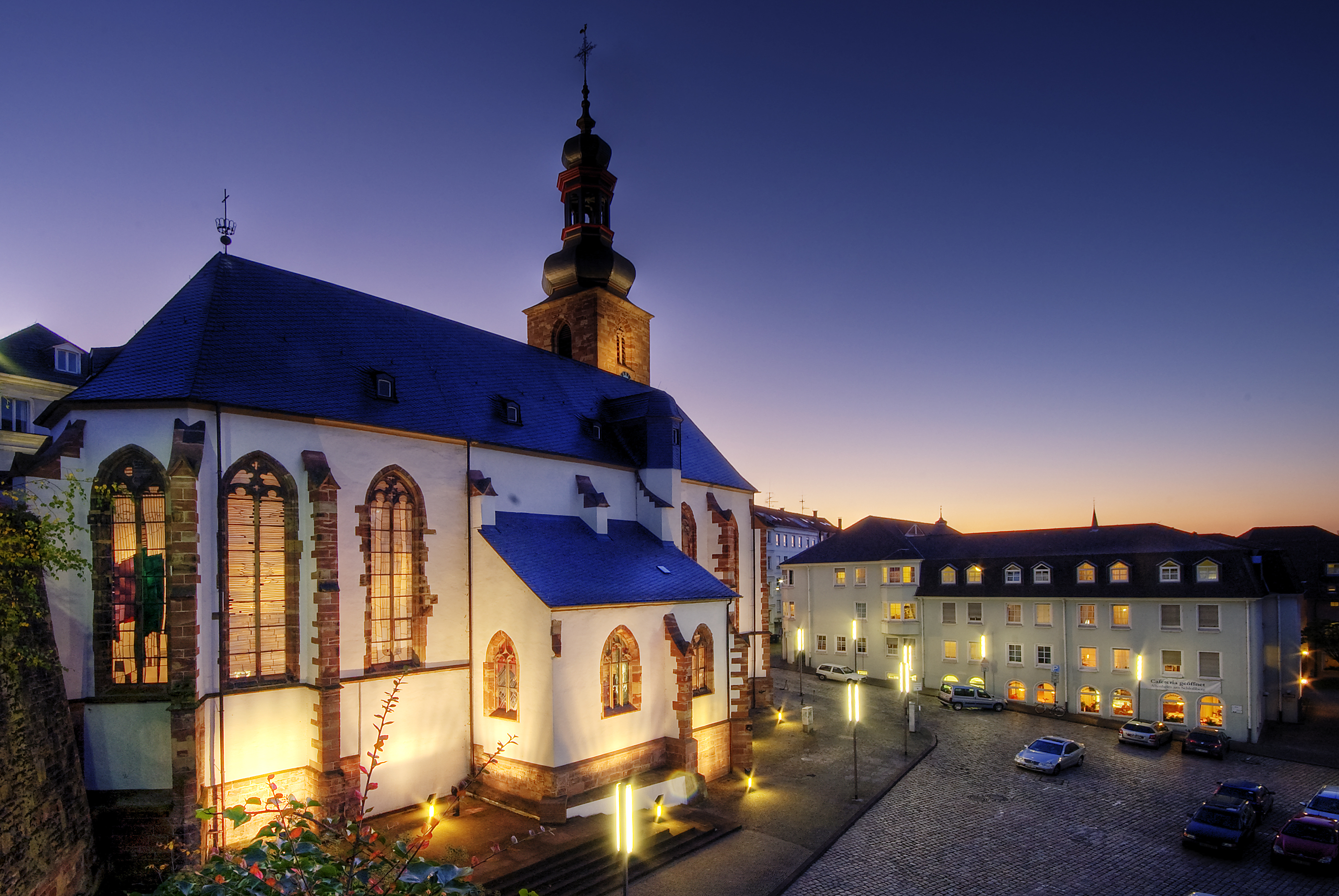
Slotkerk, Saarbrücken
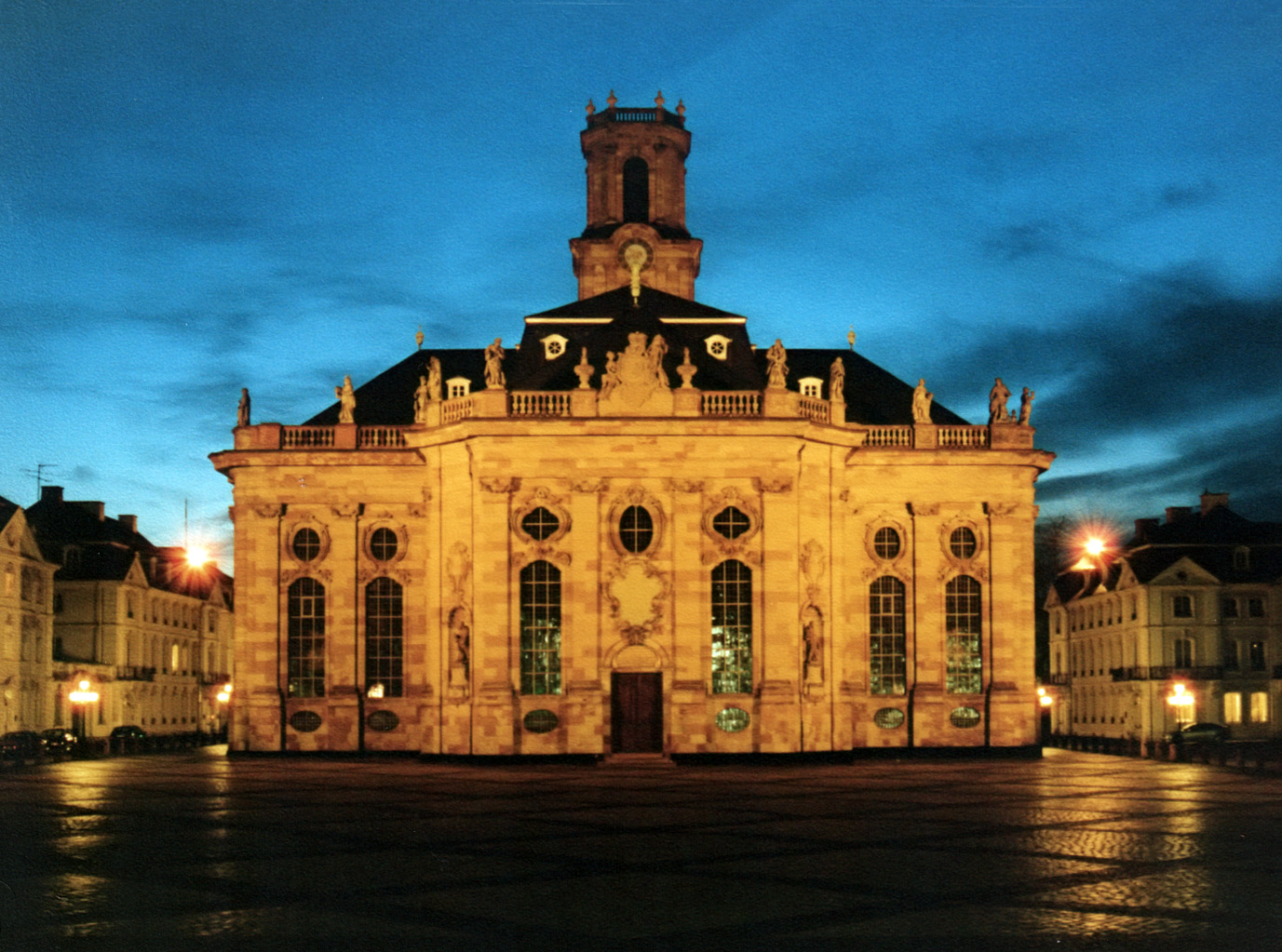
Ludwigskirche, Saarbrücken
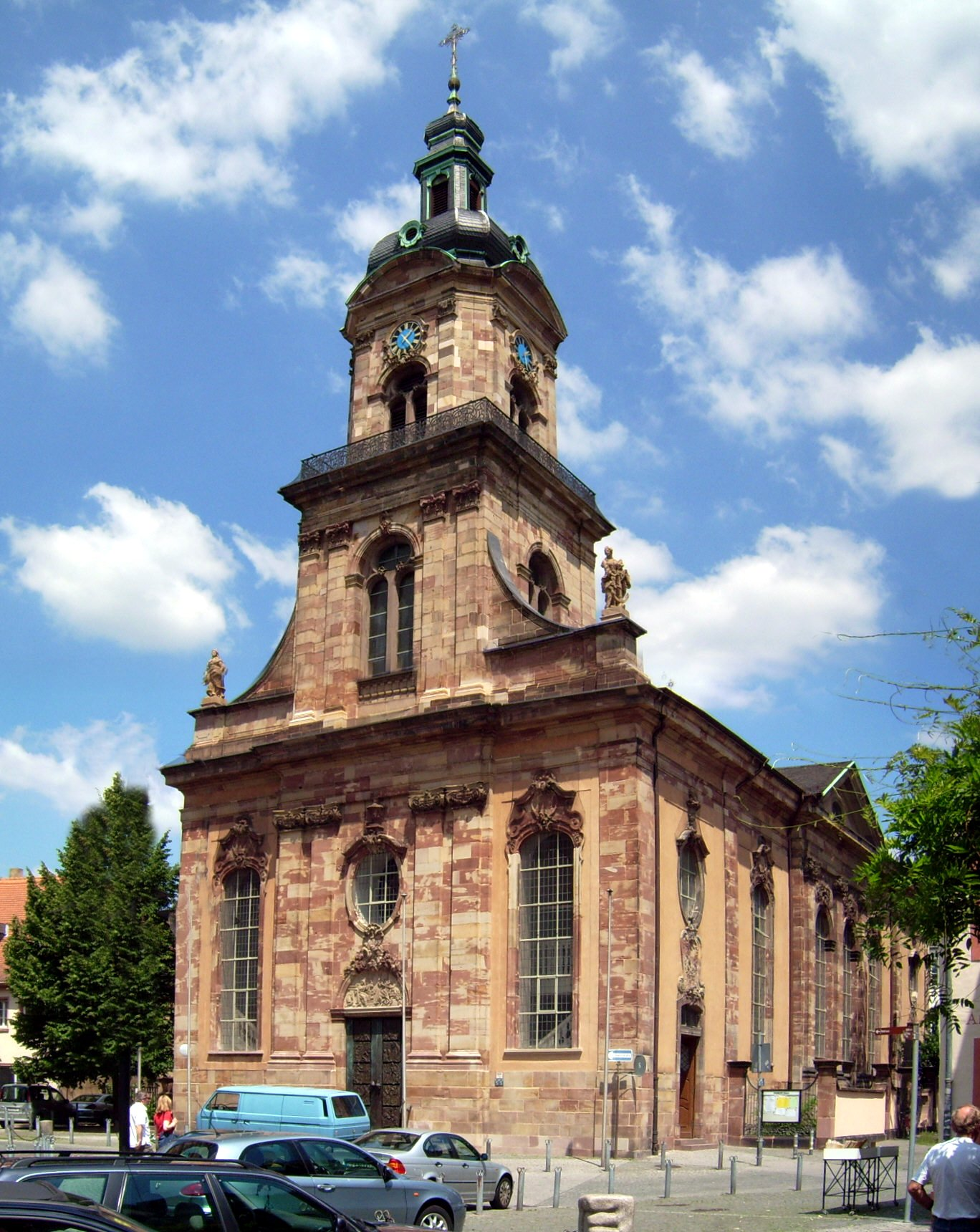
Basiliek St. Johan, Saarbrücken
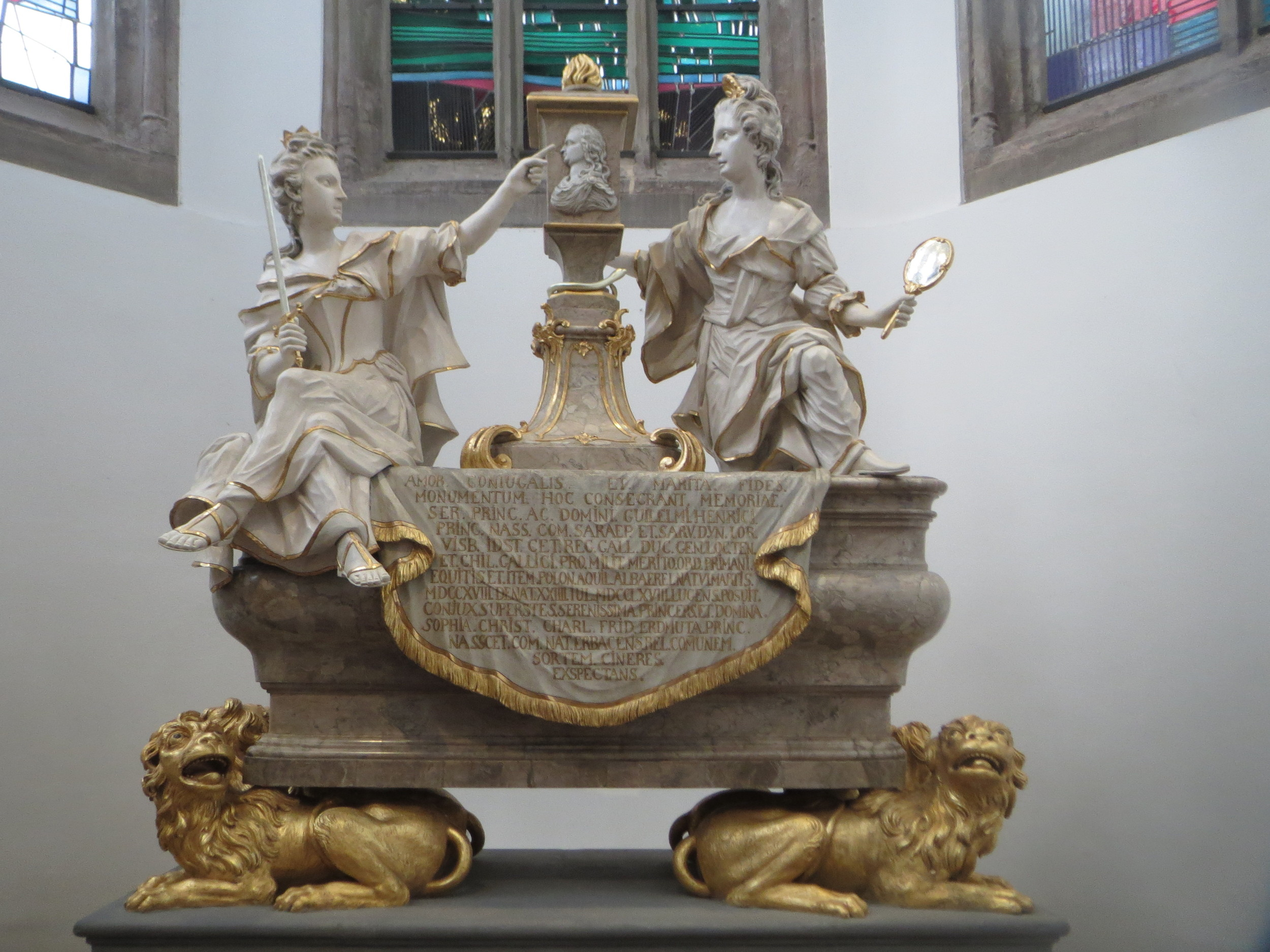
Grafmonument voor Willem Hendrik in de Slotkerk, Saarbrücken

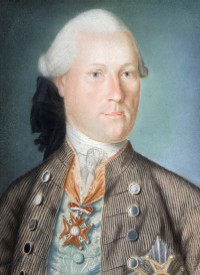
Vorst Lodewijk

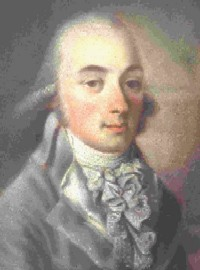
Erfprins Hendrik

Lodewijk volgde in 1768 zijn vader op als vorst van Nassau-Saarbrücken. Hij zette het economische beleid grotendeels voort, maar was in toenemende mate onderworpen aan bezuinigingen, zodat hij zijn heerlijkheid Jugenheim in Rheinhessen van 1769 tot 1777 aan het vorstendom Nassau-Usingen verpandde. In 1770 vroeg hij bij keizer Jozef II de inzet van een schuldaflossingcommissie aan, die tot 1782 bestond. Tot spaarzaamheid bij de hofhouding verplicht, verplaatste hij zijn regeringszetel naar de kleinere jachthuizen in de omgeving van Saarbrücken.
Ondanks een beleid van zuinigheid lukte het Lodewijk om bouwkundig actief te blijven. Hij liet in 1769 het paleis en de tuinen Ludwigsberg op de Malstatter Bann aanleggen. De onder zijn vader begonnen Ludwigskirche in Saarbrücken liet hij in 1775 voltooien. Ook liet hij in Saarbrücken een theater bouwen.
In de periode 1773-1775 sloten Frankrijk en Nassau-Saarbrücken verdragen over het recht van vrije vestiging van hun inwoners. Lodewijk kocht in 1778 de heerlijkheid Püttlingen waarvan zijn vader in 1766 de soevereiniteit had verkregen.
Als heerser van het verlicht despotisme zette Lodewijk talrijke interne reorganisaties in de zin van de Verlichting door: van de land- en bosbouw (in 1783), het onderwijs (20 november 1783), en de procesorde, inclusief de afschaffing van marteling (in 1778). Op 9 november 1777 kondigde hij een verordening af die openbare dronkenschap, het kaart- en dobbelspel, en het dansen verbood. 
In 1783 sloot Lodewijk een erfverdrag (Erneuerte Nassauische Erbverein) met Karel Willem van Nassau-Usingen, Karel Christiaan van Nassau-Weilburg en Willem V van Oranje-Nassau om de eenheid van de Nassause gebieden te bewaren. Daarbij werd onder andere voor het gehele Huis Nassau het eerstgeboorterecht ingevoerd.
Op 31 oktober 1791 vielen Franse revolutionaire troepen onder generaal Ligneville Saarbrücken binnen. Op 13 mei 1793 vluchtte Lodewijk, die in slechte gezondheid was, met zijn vrouw en kinderen via Mannheim naar Aschaffenburg in Keur-Mainz, waar hij in ballingschap ging. Daar overleed hij in 1794. Nassau-Saarbrücken bleef bezet door Frankrijk. De aanspraken op het vorstendom werden na het overlijden van Lodewijk overgenomen door zijn zoon Hendrik en na diens overlijden door vorst Karel Willem van Nassau-Usingen.
Bij de Vrede van Lunéville (1801) werd het vorstendom door het Heilige Roomse Rijk aan Frankrijk afgestaan en hield het op te bestaan. Karel Willem van Nassau-Usingen werd bij het Reichsdeputationshauptschluss van 25 februari 1803 gecompenseerd voor het verlies van Nassau-Saarbrücken. De weduwe van vorst Lodewijk, Katharina Kest, onderhandelde tussen 1802 en 1805 met Napoleon Bonaparte om de aanspraken van haar zoon Adolf op het vorstendom Nassau-Saarbrücken, die door de overige vorsten van Nassau niet werden erkend, geldend te kunnen maken. Dat had echter geen succes. 
Bij het Congres van Wenen in 1815 werd het grootste deel van het voormalige graafschap Saarbrücken toegekend aan het koninkrijk Pruisen en een kleiner deel aan het koninkrijk Beieren. Enkele dorpen bleven bij Frankrijk horen. Ook het voormalige graafschap Saarwerden bleef Frans.

## Regenten
| Regering               | Naam              | Geboren        | Overleden      | Familie                                      | Opmerking                        |
| ---------------------- | ----------------- | -------------- | -------------- | -------------------------------------------- | -------------------------------- |
| 1381-1429              | Filips I          | 1368           | 2-7-1429       |                                              | Stond tot 1385 onder regentschap |
| 1429-1442              | Filips II         | 12-3-1418      | 19-3-1492      | zoon                                         | Stond tot 1438 onder regentschap |
| 1429-1472              | Johan II          | 4-4-1423       | 25-7-1472      | zoon                                         | Stond tot 1442 onder regentschap |
| 1472-1544              | Johan Lodewijk    | 20-10-1472     | 4-6-1545       | zoon                                         | Stond tot 1490 onder regentschap |
| 1544-1554              | Filips II         | 25-7-1509      | 19-6-1554      | zoon                                         |                                  |
| 1544-1547 en 1554-1556 | Adolf             | 22-8-1526      | 26-11-1559     | broer                                        |                                  |
| 1544-1547 en 1554-1574 | Johan III         | 5-4-1511       | 23-11-1574     | broer                                        |                                  |
| 1574-1602              | Filips III        | 14-4-1542      | 12-3-1602      | zoon van Filips III van Nassau-Weilburg      |                                  |
| 1602-1627              | Lodewijk          | 9-8-1565       | 8-11-1627 o.s. | neef oomzegger                               |                                  |
| 1627-1629              | Johan (IV)        | 24-11-1603     | 23-5-1677 o.s. | zoon                                         |                                  |
| 1627-1629              | Ernst Casimir     | 15-11-1607     | 16-4-1655 o.s. | broer                                        | Stond tot 1632 onder regentschap |
| 1627-1629              | Otto              | 24-2-1610 o.s. | 24-11-1632     | broer                                        | Stond tot 1632 onder regentschap |
| 1627-1640              | Willem Lodewijk   | 18-12-1590     | 22-8-1640      | broer                                        |                                  |
| 1640-1642              | Crato             | 7-4-1621       | 24-7-1642      | zoon                                         |                                  |
| 1640-1659              | Johan Lodewijk    | 24-5-1625      | 9-2-1690       | broer                                        | Stond tot 1643 onder regentschap |
| 1640-1659              | Walraad           | 24-2-1635      | 17-10-1702     | broer                                        | Stond tot 1653 onder regentschap |
| 1640-1677              | Gustaaf Adolf     | 27-3-1632      | 9-10-1777      | broer                                        | Stond tot 1650 onder regentschap |
| 1677-1713              | Lodewijk Crato    | 28-3-1663 o.s. | 14-2-1713      | zoon                                         | Stond tot 1681 onder regentschap |
| 1713-1723              | Karel Lodewijk    | 6-1-1665       | 6-12-1723      | broer                                        |                                  |
| 1723-1728              | Frederik Lodewijk | 3-11-1651 o.s. | 25-5-1728      | neef                                         |                                  |
| 1728-1735              | Karel             | 1-1-1712       | 21-6-1775      | zoon van Willem Hendrik I van Nassau-Usingen | Stond tot 1733 onder regentschap |
| 1728-1768              | Willem Hendrik    | 6-3-1718       | 24-7-1768      | broer                                        | Stond tot 1738 onder regentschap |
| 1768-1794              | Lodewijk          | 3-1-1745       | 2-3-1794       | zoon                                         | Vanaf 1793 in ballingschap       |
| 1794-1797              | Hendrik           | 9-3-1768       | 27-4-1797      | zoon                                         | Alleen de jure                   |
| 1797-1801              | Karel Willem      | 9-11-1735      | 17-5-1803      | zoon van Karel van Nassau-Usingen            | Alleen de jure                   |